# Campus Poços de Caldas da Pontifícia Universidade Católica de Minas Gerais
O campus de Poços de Caldas faz parte da PUC Minas, que é sediada em Belo Horizonte. Está instalado, há vinte anos, no município de Poços de Caldas, no sul de Minas Gerais.

## Infraestrutura
O campus se estende por um terreno de 243 mil metros quadrados, sendo 17,5 mil de área construída. São oito prédios que abrigam 30 laboratórios atendendo às áreas de Ciências Biológicas, Ciências Exatas e Ciências Humanas, 10 laboratórios de informática, uma clínica de fisioterapia, um hospital veterinário, 52 salas de aula e uma biblioteca informatizada, contando 86 mil volumes. O campus ainda oferece um centro esportivo com cerca de 912 metros quadrados e três auditórios: um com capacidade para 60 lugares, o segundo para 94 lugares e outro para 250 pessoas.

## Labcom
O Labcom é o laboratório de convergência midiática do curso do campus de Poços de Caldas onde se trabalha em três frentes (fotografia, áudio e vídeo) por meio de um especialista para cada área, sendo que uma intervém na outra. O laboratório é coordenado por um gerente responsável por supervisionar todos os trabalhos realizados como eventos, campanhas, podcasts, projetos tanto externos como internos. Para a demanda externa se trabalha de duas formas. Na primeira se realiza em conjunto com a Helvética, onde é feita a prospecção dos clientes, o gerenciamento da campanha com os roteiros que são enviados para os estúdios do Labcom onde é produzido o material multimídia. Na segunda são trabalhos para outros cursos e consequentemente não têm nenhum tipo de vínculo institucional. Nesse caso, equipamentos necessários para os estúdios são recebidos como troca para a entrega desses trabalhos. O Laboratório conta com três ilhas de edição de vídeo, sendo todas elas equipadas com Mac Pro, e uma delas fica metade da semana à disposição do programa televisivo No Pique Da PUC, veiculado pela TV Poços. Há também uma ilha para captação e para edição de áudio. O laboratório em conjunto com o D.A. do curso de Propaganda disponibiliza ainda alguns iMacs para os alunos utilizarem.

## Cursos oferecidos
A PUC Minas oferece, em seu campus na cidade de Poços de Caldas, os seguintes cursos de graduação:
- Administração
- Arquitetura e Urbanismo
- Ciência da Computação
- Ciências Contábeis (Disciplina Virtual)
- Direito
- Enfermagem
- Engenharia Civil
- Engenharia Elétrica
- Fisioterapia
- Medicina
- Medicina Veterinária
- Pedagogia
- Psicologia
- Publicidade e Propaganda
- Relações Internacionais